# 78-ма піхотна дивізія (Третій Рейх)
78-ма піхотна дивізія (Третій Рейх) (нім. 78. Infanterie-Division) — піхотна дивізія Вермахту за часів Другої світової війни. 30 грудня 1942 переформована на 78-му штурмову дивізію.

## Історія
78-ма піхотна дивізія була сформована 26 серпня 1939 у Штутгарті під час 2-ї хвилі мобілізації Вермахту.

## Райони бойових дій
- Німеччина (Західний Вал) (серпень 1939 — травень 1940);
- Франція (травень 1940 — березень 1941);
- Генеральна губернія (березень — червень 1941);
- СРСР (центральний напрямок) (червень 1941 — грудень 1942).

## Командування

### Командири
- генерал-лейтенант Фріц Бранд (нім. Fritz Brand) (26 серпня — 1 жовтня 1939);
- генерал артилерії Курт Галленкамп (нім. Curt Gallenkamp) (1 жовтня 1939 — 29 вересня 1941);
- генерал-лейтенант Еміль Маркграф (нім. Emil Markgraf) (29 вересня — 19 листопада 1941);
- генерал від інфантерії Пауль Фелькерс (нім. Paul Völckers) (19 листопада 1941 — 30 грудня 1942).

## Нагороджені дивізії
Нагороджені дивізії
Нагороджені Сертифікатом Пошани Головнокомандувача Сухопутних військ для військових формувань Вермахту за збитий літак противника
- 16 травня 1942 — 3-тя рота 195-го піхотного полку за дії 2 березня 1942 (133);
- 19 червня 1942 — 2-га рота 215-го піхотного полку за дії 17 квітня 1942 (164);
- 10 серпня 1942 — 62-га батарея 178-го артилерійського полку за дії 28 травня 1942 (195);
- 1 листопада 1943 — 1-ша транспортна рота 178-го командування дивізійного тилу за дії 15 липня 1943 (419);
- 1 травня 1944 — штабна рота 215-го штурмового полку за дії 12 грудня 1943 (474).

|  | Кавалери Нагрудного знаку ближнього бою в золоті                                                           | 1 |
|  | Кавалери Золотого Німецького Хреста                                                                        | 123 |
|  | Кавалери Срібного Німецького Хреста                                                                        | 1 |
|  | Кавалери Лицарського хреста Залізного хреста з Дубовим листям                                              | 2 (№ 309 оберфельдфебель Йозеф Шрайбер — 05.10.1943 № 743 оберстлейтенант Георг Гебгардт — 19.02.1945) |
|  | Кавалери Лицарського хреста Залізного хреста                                                               | 33 |
|  | Кавалери Почесної відзнаки Сухопутних військ «Почесна застібка на орденську стрічку для Сухопутних військ» | 30 |

- Нагороджені Сертифікатом Пошани Головнокомандувача Сухопутних військ (6)
- Нагороджені Сертифікатом Пошани Головнокомандувача Сухопутних військ за збитий літак противника (4)